# گریسی پیرس
گریسی پیرس (انگلیسی: Gracie Pearse؛ زادهٔ ۱۳ سپتامبر ۲۰۰۲) بازیکن فوتبال اهل انگلستان است که در پست مدافع برای باشگاه تاتنهام هاتسپر در سوپر لیگ زنان انگلستان بازی می‌کرد.
وی همچنین در تیم ملی فوتبال زیر ۱۷ سال زنان انگلستان بازی کرده است.